# Paul Runge
Pour les articles homonymes, voir Runge.
Paul Runge (né le 10 septembre 1908 à Edmonton, province de l'Alberta au Canada - mort le 27 avril 1972) est un joueur professionnel canadien de hockey sur glace. Il évoluait au poste d'attaquant,.

## Carrière
En 1928, il a commencé sa carrière professionnelle avec les Buckaroos de Portland dans la Pacific Coast Hockey League. Il a évolué dans la Ligue nationale de hockey avec les Maroons de Montréal, les Canadiens de Montréal, les Bruins de Boston. Il met un terme à sa carrière en 1942.

## Statistiques
| Saison     | Équipe                 | Ligue      |     | Saison régulière | Saison régulière | Saison régulière | Saison régulière | Saison régulière |    | Séries éliminatoires | Séries éliminatoires | Séries éliminatoires | Séries éliminatoires | Séries éliminatoires |
| Saison     | Équipe                 | Ligue      | PJ  | B                | A                | Pts              | Pun              | PJ               | B  | A                    | Pts                  | Pun                  |                      |                      |
| 1928-1929  | Buckaroos de Portland  | PCHL       | 6   | 1                | 0                | 1                | 0                | -                | -  | -                    | -                    | -                    |                      |                      |
| 1928-1929  | Cubs de Victoria       | PCHL       | 26  | 4                | 0                | 4                | 0                | -                | -  | -                    | -                    | -                    |                      |                      |
| 1929-1930  | Cubs de Victoria       | PCHL       | 36  | 5                | 5                | 10               | 35               | -                | -  | -                    | -                    | -                    |                      |                      |
| 1930-1931  | Cubs de Boston         | Can-Am     | 39  | 9                | 11               | 20               | 40               | 9                | 7  | 2                    | 9                    | 17                   |                      |                      |
| 1930-1931  | Bruins de Boston       | LNH        | 1   | 0                | 0                | 0                | 0                | --               | -- | --                   | --                   | --                   |                      |                      |
| 1931-1932  | Cubs de Boston         | Can-Am     | 29  | 11               | 11               | 22               | 23               | -                | -  | -                    | -                    | -                    |                      |                      |
| 1931-1932  | Bruins de Boston       | LNH        | 14  | 0                | 1                | 1                | 8                | --               | -- | --                   | --                   | --                   |                      |                      |
| 1932-1933  | Arrows de Philadelphie | Can-Am     | 44  | 21               | 27               | 48               | 38               | 5                | 2  | 1                    | 3                    | 2                    |                      |                      |
| 1933-1934  | Bulldogs de Windsor    | LIH        | 25  | 7                | 12               | 19               | 10               |                  |    |                      |                      |                      |                      |                      |
| 1933-1934  | Castors de Québec      | Can-Am     | 8   | 1                | 3                | 4                | 2                | -                | -  | -                    | -                    | -                    |                      |                      |
| 1934-1935  | Castors de Québec      | Can-Am     | 48  | 25               | 33               | 58               | 28               | 3                | 0  | 1                    | 1                    | 0                    |                      |                      |
| 1934-1935  | Canadiens de Montréal  | LNH        | 3   | 0                | 0                | 0                | 2                | --               | -- | --                   | --                   | --                   |                      |                      |
| 1935-1936  | Canadiens de Montréal  | LNH        | 12  | 0                | 2                | 2                | 4                | --               | -- | --                   | --                   | --                   |                      |                      |
| 1935-1936  | Bruins de Boston       | LNH        | 33  | 8                | 2                | 10               | 14               | 2                | 0  | 0                    | 0                    | 2                    |                      |                      |
| 1936-1937  | Eagles de New Haven    | IAHL       | 8   | 0                | 3                | 3                | 5                | -                | -  | -                    | -                    | -                    |                      |                      |
| 1936-1937  | Canadiens de Montréal  | LNH        | 4   | 1                | 0                | 1                | 2                | --               | -- | --                   | --                   | --                   |                      |                      |
| 1936-1937  | Maroons de Montréal    | LNH        | 30  | 4                | 10               | 14               | 6                | 5                | 0  | 0                    | 0                    | 4                    |                      |                      |
| 1937-1938  | Maroons de Montréal    | LNH        | 41  | 5                | 7                | 12               | 21               | --               | -- | --                   | --                   | --                   |                      |                      |
| 1938-1939  | Barons de Cleveland    | IAHL       | 54  | 7                | 28               | 35               | 26               | 8                | 1  | 4                    | 5                    | 4                    |                      |                      |
| 1939-1940  | Barons de Cleveland    | IAHL       | 48  | 7                | 15               | 22               | 7                | -                | -  | -                    | -                    | -                    |                      |                      |
| 1940-1941  | Millers de Minneapolis | AHA        | 29  | 12               | 14               | 26               | 4                | 3                | 0  | 2                    | 2                    | 0                    |                      |                      |
| 1940-1941  | Bisons de Buffalo      | LAH        | 20  | 3                | 6                | 9                | 9                | -                | -  | -                    | -                    | -                    |                      |                      |
| 1941-1942  | Texans de Dallas       | AHA        | 46  | 16               | 41               | 57               | 29               | -                | -  | -                    | -                    | -                    |                      |                      |
| Totaux LNH | Totaux LNH             | Totaux LNH | 138 | 18               | 22               | 40               | 57               | 7                | 0  | 0                    | 0                    | 0                    |                      |                      |